# Racing Club de Strasbourg 1978-1979
Questa voce raccoglie le informazioni riguardanti il Racing Club de Strasbourg nelle competizioni ufficiali della stagione 1978-1979.

## Stagione

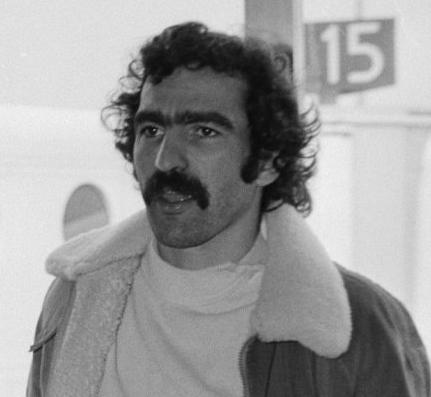
Nel corso della stagione, Raymond Domenech totalizzerà 50 presenze tra campionato, coppa nazionale e Coppa UEFA.

Per la stagione 1978-79 fu confermato l'organico capace nell'anno precedente di centrare il terzo posto da neopromossa: l'unica aggiunta di peso fu il centrocampista offensivo Roger Jouve, acquistato dal Nizza. Fu inoltre ceduto, a campionato avviato, l'attaccante Jacky Vergnes, il quale aveva in avvio di torneo manifestato alcuni malumori a causa della concorrenza con Wagner e Tanter per il posto di centravanti titolare. Lo Strasburgo, dopo aver vinto all'esordio in casa, contro l'Olympique Lione e pareggiato a Laval, centrò sei successi consecutivi (tra cui le affermazioni sul Nantes e sui campioni in carica del Monaco) che gli consentirono di prendere il comando solitario della classifica alla quinta giornata. La squadra concluse il girone di andata quasi imbattuto, perdendo solo all'ultima giornata in trasferta con il Paris Saint-Germain e ritrovandosi con tre punti di vantaggio su Monaco e Saint-Étienne. Lo Strasburgo mantenne la propria continuità di risultati nel girone di ritorno, anche se la sconfitta in trasferta nello scontro diretto con il Saint-Étienne permise ai Verts di riavvicinarsi alla vetta. Gli uomini di Gress poterono festeggiare il loro primo titolo nazionale all'ultima giornata, giocata il 1º giugno 1979: la vittoria arrivò dopo aver vinto a Lione contro l'Olympique per 3 reti a 0.
In quella stessa stagione la squadra andò vicina alla possibilità di ottenere un double: in Coppa di Francia lo Strasburgo, dopo aver eliminato Sedan, Valenciennes, Bastia e Gueugnon, approdò in semifinale dove furono opposti alla rivelazione della manifestazione, l'Auxerre. Dopo aver pareggiato per 0-0 l'incontro di andata, gli uomini di Guy Roux riuscirono a spuntarla sullo Strasburgo grazie alla regola dei gol fuori casa pareggiando per 2-2 alla Meinau. In Coppa UEFA lo Strasburgo, al ritorno sul palcoscenico europeo dopo undici anni di assenza, arrivò fino agli ottavi di finale: dopo aver passato i trentaduesimi di finale in rimonta contro l'Elfsborg (sconfitta per 2-0 in Svezia e 4-1 a Strasburgo), gli alsaziani risolsero la pratica contro l'Hibernian già dalla gara di andata (2-0 in casa) anche se gli scozzesi impensierirono la squadra al ritorno segnando a venti minuti dalla fine della gara. Nel turno successivo lo Strasburgo incontrò i tedeschi del Duisburg: dopo aver pareggiato in casa per 0-0, gli alsaziani furono travolti in trasferta per 4-0, uscendo dalla manifestazione.

## Maglie e sponsor
Il fornitore tecnico della squadra è Adidas: tutte le divise introdotte nel 1976 (anno del rinnovo definitivo del contratto con l'azienda tedesca) vengono confermate, assieme a una variante a maniche bianche già sperimentata due anni prima e una con lo scollo a "V" bianco. Lo sponsor adottato in campionato è la banca Crédit Mutuel, rappresentato sulle maglie tramite le abbreviazioni Caisses Mutuelles o CMDP; in Coppa di Francia vengono utilizzati RTL o Perrier, mentre le maglie usate per la Coppa UEFA non prevedevano nessuno sponsor per ottemperare a una norma allora vigente che vietava l'uso di iscrizioni pubblicitarie sulle divise.
| Casa | Trasferta | Terza divisa | Quarta divisa |

## Organigramma societario
Area direttiva
- Presidente:  Alain Léopold
- Amministratore delegato:  René Maechler
- Direttore Generale:  Robert Félix

Area organizzativa
- Segretario generale:  Jean-Michel Cole

Area tecnica
- Allenatore:  Gilbert Gress

Area sanitaria
- Medici sociali:  Dany Eberhardt,  Mendel Spruch

## Rosa
| N. |                    | Ruolo | Calciatore        |
| -- | ------------------ | ----- | ----------------- |
|    | Francia (bandiera) | P     | Dominique Dropsy  |
|    | Francia (bandiera) | P     | Patrick Ottmann   |
|    | Francia (bandiera) | D     | Raymond Domenech  |
|    | Francia (bandiera) | D     | Jacky Duguépéroux |
|    | Francia (bandiera) | D     | Jacques Glassmann |
|    | Francia (bandiera) | D     | Jean-Jacques Marx |
|    | Francia (bandiera) | D     | Jacques Novi      |
|    | Francia (bandiera) | D     | Léonard Specht    |
|    | Francia (bandiera) | D     | Arsène Wenger     |
|    | Francia (bandiera) | C     | René Deutschmann  |
|    | Francia (bandiera) | C     | Yves Ehrlacher    |
|    | Francia (bandiera) | C     | Roger Jouve       |

| N. |                    | Ruolo | Calciatore       |
| -- | ------------------ | ----- | ---------------- |
|    | Francia (bandiera) | C     | Éric Mosser      |
|    | Francia (bandiera) | C     | Francis Piasecki |
|    | Francia (bandiera) | C     | Rémi Vogel       |
|    | Francia (bandiera) | C     | Bernard Tischner |
|    | Francia (bandiera) | A     | Albert Gemmrich  |
|    | Francia (bandiera) | A     | Remy Gentes      |
|    | Francia (bandiera) | A     | Pascal Greiner   |
|    | Francia (bandiera) | A     | Joël Tanter      |
|    | Ciad (bandiera)    | A     | Nabatingue Toko  |
|    | Francia (bandiera) | A     | Jacques Vergnes  |
|    | Francia (bandiera) | A     | Roland Wagner    |
|    | Francia (bandiera) | A     | André Wiss       |

## Calciomercato

### Sessione estiva(da luglio a settembre)
| Acquisti | Acquisti        | Acquisti | Acquisti |
| R.       | Nome            | da       | Modalità |
| -------- | --------------- | -------- | -------- |
| C        | Roger Jouve     | Nizza    |          |
| A        | Nabatingue Toko | Bordeaux |          |

| Cessioni | Cessioni        | Cessioni        | Cessioni      |
| R.       | Nome            | a               | Modalità      |
| -------- | --------------- | --------------- | ------------- |
| D        | Claude Reder    | Gazélec Ajaccio |               |
| D        | Philippe Krug   | Mulhouse        |               |
| C        | Heinz Schilcher | Sturm Graz      |               |
| C        | Ivica Osim      |                 | fine carriera |
| A        | José Messer     | Épinal          |               |
| A        | Pierre Sither   | Cannes          |               |
| A        | Jacky Vergnes   | Bordeaux        |               |

## Risultati

### Division 1

#### Girone di andata
| Arbitro: | Rancelli |

|             |           |  |
| Vergnes 61’ | Marcatori |  |

| Arbitro: | Di Bernardo |

|                          |           |                         |
| Di Caro 6’ Bourebbou 33’ | Marcatori | 82’ Wagner 89’ Piasecki |

| Arbitro: | Kitabdjian |

|                         |           |                |
| Gemmrich 15’ Wagner 61’ | Marcatori | 7’ Baronchelli |

| Arbitro: | Lambert |

|  |           |                           |
|  | Marcatori | 12’ Piasecki 85’ Gemmrich |

| Arbitro: | Bacout |

|            |           |            |
| Durand 53’ | Marcatori | 64’ Tanter |

| Arbitro: | Vautrot |

|                                  |           |  |
| Wagner 10’ Gemmrich 71’ Marx 74’ | Marcatori |  |

| Arbitro: | Didier |

|                 |           |                           |
| Pleimelding 31’ | Marcatori | 30’ Gemmrich 45’ Domenech |

| Strasburgo 25 agosto 1978 8ª giornata | Strasburgo | 0 – 0 referto | Nîmes | Stade de la Meinau (23.669 spett.)\| Arbitro: \| Meeus \| |
| Arbitro:                              | Meeus      |               |       |                                                           |

| Arbitro: | Delmer |

|  |           |               |
|  | Marcatori | 80’ Ehrlacher |

| Arbitro: | Bacout |

|                                                       |           |  |
| Gemmrich 11’, 45’ Marx 16’ Wagner 52’, 82’ Tanter 67’ | Marcatori |  |

| Nizza 19 settembre 1978 11ª giornata | Nizza     | 0 – 0 referto | Strasburgo | Stade du Ray (8.000 spett.)\| Arbitro: \| Mouchotte \| |
| Arbitro:                             | Mouchotte |               |            |                                                        |

| Arbitro: | Kitabdjian |

|                           |           |               |
| Gemmrich 20’ Piasecki 64’ | Marcatori | 67’ Rocheteau |

| Arbitro: | Buils |

|             |           |                     |
| Giresse 18’ | Marcatori | 42’ (rig.) Piasecki |

| Arbitro: | Di Bernardo |

|                          |           |              |
| Wagner 28’ Ehrlacher 88’ | Marcatori | 35’ Genghini |

| Arbitro: | Verbecke |

|          |           |                       |
| Papi 58’ | Marcatori | 50’ (aut.) Rijsbergen |

| Arbitro: | Vautrot |

|                                              |           |             |
| Marx 11’ Tanter 50’ Ehrlacher 74’ Wagner 89’ | Marcatori | 41’ Berdoll |

| Arbitro: | Bacout |

|                      |           |                          |
| Piette 15’ Metsu 20’ | Marcatori | 37’ Ehrlacher 68’ Wagner |

| Arbitro: | Delmer |

|                                              |           |  |
| Deutschmann 18’ Piasecki 68’ (rig.) Marx 78’ | Marcatori |  |

| Arbitro: | Leloup |

|                        |           |            |
| M'Pelé 47’ Bianchi 65’ | Marcatori | 22’ Specht |

#### Girone di ritorno
| Arbitro: | Bacout |

|              |           |              |
| Domenech 21’ | Marcatori | 82’ Keruzoré |

| Arbitro: | Kitabdjian |

|                             |           |  |
| Sahnoun 25’ Baronchelli 45’ | Marcatori |  |

| Arbitro: | Buils |

|                   |           |          |
| Piasecki 46’, 49’ | Marcatori | 85’ Emon |

| Arbitro: | Verbecke |

|                           |           |                           |
| Gemmrich 68’ Piasecki 84’ | Marcatori | 23’ Santamaria 81’ Gerard |

| Arbitro: | Vautrot |

|          |           |                       |
| Remy 86’ | Marcatori | 19’ Gemmrich 84’ Toko |

| Arbitro: | Didier |

|                              |           |  |
| Gemmrich 18’, 60’ Wagner 51’ | Marcatori |  |

| Nîmes 4 febbraio 1979 26ª giornata | Nîmes  | 0 – 0 referto | Strasburgo | Stade Jean Bouin (9.339 spett.)\| Arbitro: \| Leloup \| |
| Arbitro:                           | Leloup |               |            |                                                         |

| Arbitro: | Mouchotte |

|                        |           |  |
| Piasecki 40’, 49’, 82’ | Marcatori |  |

| Arbitro: | Kitabdjian |

|                  |           |                                |
| Félix 44’ (rig.) | Marcatori | 38’ (aut.) Citron 61’ Gemmrich |

| Arbitro: | Lambert |

|              |           |  |
| Piasecki 38’ | Marcatori |  |

| Arbitro: | Vautrot |

|                     |           |  |
| Larios 22’ Elie 36’ | Marcatori |  |

| Arbitro: | Vigliani |

|                     |           |          |
| Piasecki 35’ (rig.) | Marcatori | 87’ Tota |

| Arbitro: | Verbecke |

|                  |           |                         |
| Posca 60’ (rig.) | Marcatori | 22’ Gemmrich 46’ Specht |

| Arbitro: | Meeus |

|                         |           |  |
| Wagner 67’ Gemmrich 85’ | Marcatori |  |

| Arbitro: | Di Bernardo |

|            |           |  |
| Buigues 3’ | Marcatori |  |

| Arbitro: | Bacou |

|                                                    |           |  |
| Wagner 16’ Gemmrich 40’, 67’ Marx 75’ Piasecki 79’ | Marcatori |  |

| Nancy 25 maggio 1979 36ª giornata | Nancy  | 0 – 0 referto | Strasburgo | Stade Marcel Picot (26.212 spett.)\| Arbitro: \| Delmer \| |
| Arbitro:                          | Delmer |               |            |                                                            |

| Arbitro: | Vigliani |

|                                 |           |  |
| Marx 1’ Wagner 18’ Gemmrich 58’ | Marcatori |  |

| Arbitro: | Verbecke |

|  |           |                               |
|  | Marcatori | 22’, 28’ Wagner 65’ Ehrlacher |

### Coppa di Francia
| Arbitro: | Meuus |

|                                       |           |  |
| Toko 12’ Deutschmann 72’ Piasecki 74’ | Marcatori |  |

| Arbitro: | Bancourt |

|                                           |           |  |
| Gemmrich 5’, 28’ Ehrlacher 49’ Tanter 75’ | Marcatori |  |

| Strasburgo 23 marzo 1979 Sedicesimi di finale - Ritorno             | Strasburgo | 2 – 1 referto | Valenciennes | Stade de la Meinau (7.000 spett.) |
| \| \| \| \| \| Wagner 7’ Gemmrich 32’ \| Marcatori \| 16’ Lugier \| |            |               |              |                                   |
|                                                                     |            |               |              |                                   |
| Wagner 7’ Gemmrich 32’                                              | Marcatori  | 16’ Lugier    |              |                                   |

| Arbitro: | Kitabdjian |

|  |           |                        |
|  | Marcatori | 83’ Domenech 89’ Jouve |

| Arbitro: | Bacou |

|                                     |           |            |
| Jouve 5’, 82’ Wagner 20’ Spécht 49’ | Marcatori | 23’ Krimau |

| Arbitro: | Vigliani |

|  |           |                                                          |
|  | Marcatori | 23’ Marx 28’, 50’ Wagner 61’ Novi 89’ Ehrlacher 90’ Wiss |

| Arbitro: | Bacou |

|                       |           |  |
| Piasecki 33’ Wiss 51’ | Marcatori |  |

| Auxerre 6 giugno 1979 Semifinali - Andata | Auxerre    | 0 – 0 referto | Strasburgo | Stade de l'Abbé Deschamps (15.000 spett.)\| Arbitro: \| Kitabdjian \| |
| Arbitro:                                  | Kitabdjian |               |            |                                                                       |

| Arbitro: | Delmer |

|                                  |           |                          |
| Gemmrich 13’ Piasecki 78’ (rig.) | Marcatori | 48’ Cuperly 82’ Truffaut |

### Coppa UEFA
| Arbitro: | Amundsen |

|                                          |           |  |
| Svensson 17’ (rig.) Magnusson 44’ (rig.) | Marcatori |  |

| Arbitro: | Owen |

|                                                |           |              |
| Piasecki 8’ Tanter 27’ Gemmrich 75’ Wagner 80’ | Marcatori | 43’ Ahlström |

| Arbitro: | Kuti |

|                                  |           |  |
| Gemmrich 22’ Piasecki 60’ (rig.) | Marcatori |  |

| Arbitro: | Scheurell |

|                   |           |  |
| McLeod 61’ (rig.) | Marcatori |  |

| Strasburgo 22 novembre 1978 Ottavi di finale - Andata | Strasburgo | 0 – 0 referto | Duisburg | Stade de la Meinau (25.000 spett.)\| Arbitro: \| Garrido \| |
| Arbitro:                                              | Garrido    |               |          |                                                             |

| Arbitro: | Menegali |

|                                   |           |  |
| Worm 33’ Weber 43’, 76’ Fruck 48’ | Marcatori |  |

## Statistiche

### Statistiche di squadra
| Competizione     | Punti | In casa | In casa | In casa | In casa | In casa | In casa | In trasferta | In trasferta | In trasferta | In trasferta | In trasferta | In trasferta | Totale | Totale | Totale | Totale | Totale | Totale | DR  |
| Competizione     | Punti | G       | V       | N       | P       | Gf      | Gs      | G            | V            | N            | P            | Gf           | Gs           | G      | V      | N      | P      | Gf     | Gs     | DR  |
| ---------------- | ----- | ------- | ------- | ------- | ------- | ------- | ------- | ------------ | ------------ | ------------ | ------------ | ------------ | ------------ | ------ | ------ | ------ | ------ | ------ | ------ | --- |
| Division 1       | 56    | 19      | 18      | 0       | 1       | 59      | 12      | 19           | 7            | 8            | 4            | 22           | 19           | 38     | 22     | 12     | 4      | 68     | 28     | +40 |
| Coppa di Francia | -     | 5       | 4       | 1       | 0       | 14      | 4       | 4            | 3            | 1            | 0            | 12           | 0            | 9      | 7      | 2      | 0      | 26     | 4      | +22 |
| Coppa UEFA       | -     | 3       | 2       | 1       | 0       | 6       | 1       | 3            | 0            | 0            | 3            | 0            | 7            | 6      | 2      | 1      | 3      | 6      | 8      | -2  |
| Totale           | -     | 27      | 24      | 2       | 1       | 79      | 17      | 26           | 10           | 9            | 7            | 34           | 26           | 53     | 31     | 15     | 7      | 100    | 40     | +60 |

### Andamento in campionato
Fonte:  Classement 1978/1979, su racingstub.com.
Legenda:

Luogo: C = Casa; T = Trasferta. Risultato: V = Vittoria; N = Pareggio; P = Sconfitta.

### Statistiche dei giocatori
| Giocatore      | Division 1 | Division 1 | Division 1  | Division 1 | Coppa di Francia | Coppa di Francia | Coppa di Francia | Coppa di Francia | Coppa UEFA | Coppa UEFA | Coppa UEFA  | Coppa UEFA | Totale   | Totale | Totale      | Totale     |
| Giocatore      | Presenze   | Reti       | Ammonizioni | Espulsioni | Presenze         | Reti             | Ammonizioni      | Espulsioni       | Presenze   | Reti       | Ammonizioni | Espulsioni | Presenze | Reti   | Ammonizioni | Espulsioni |
| -------------- | ---------- | ---------- | ----------- | ---------- | ---------------- | ---------------- | ---------------- | ---------------- | ---------- | ---------- | ----------- | ---------- | -------- | ------ | ----------- | ---------- |
| R. Deutschmann | 34         | 1          | 0           | 0          | 7                | 1                | 0                | 0                | 3          | 0          | 0           | 0          | 44       | 2      | 0           | 0          |
| R. Domenech    | 37         | 2          | 2           | 0          | 8                | 1                | 0                | 0                | 5          | 0          | 0           | 0          | 50       | 3      | 2           | 0          |
| D. Dropsy      | 38         | 0          | 0           | 0          | 9                | 0                | 0                | 0                | 6          | 0          | 0           | 0          | 53       | 0      | 0           | 0          |
| J. Duguépéroux | 28         | 0          | 0           | 0          | 8                | 0                | 0                | 0                | 6          | 0          | 0           | 0          | 42       | 0      | 0           | 0          |
| Y. Ehrlacher   | 29         | 5          | 0           | 0          | 9                | 2                | 0                | 0                | 4          | 0          | 0           | 0          | 42       | 7      | 0           | 0          |
| A. Gemmrich    | 29         | 5          | 0           | 0          | 9                | 2                | 0                | 0                | 4          | 0          | 0           | 0          | 42       | 7      | 0           | 0          |
| R. Gentes      | 0          | 0          | 0           | 0          | 0                | 0                | 0                | 0                | 1          | 0          | 0           | 0          | 1        | 0      | 0           | 0          |
| J. Glassmann   | 1          | 0          | 0           | 0          | 2                | 0                | 0                | 0                | 1          | 0          | 0           | 0          | 4        | 0      | 0           | 0          |
| R. Jouve       | 26         | 0          | 0           | 1          | 3                | 3                | 0                | 0                | 3          | 0          | 0           | 1          | 32       | 3      | 0           | 2          |
| J.J. Marx      | 30         | 6          | 1           | 0          | 6                | 1                | 0                | 0                | 5          | 0          | 0           | 0          | 41       | 7      | 1           | 0          |
| E. Mosser      | 1          | 0          | 0           | 0          | 1                | 0                | 0                | 0                | 0          | 0          | 0           | 0          | 2        | 0      | 0           | 0          |
| J. Novi        | 30         | 0          | 0           | 0          | 7                | 1                | 0                | 0                | 4          | 0          | 0           | 0          | 41       | 1      | 0           | 0          |
| F. Piasecki    | 38         | 14         | 0           | 0          | 8                | 3                | 0                | 0                | 6          | 2          | 0           | 0          | 52       | 19     | 0           | 0          |
| L. Specht      | 38         | 2          | 0           | 0          | 9                | 1                | 0                | 0                | 6          | 2          | 0           | 0          | 53       | 5      | 0           | 0          |
| J. Tanter      | 33         | 3          | 0           | 0          | 9                | 1                | 0                | 0                | 5          | 1          | 0           | 0          | 47       | 5      | 0           | 0          |
| B. Tischner    | 2          | 0          | 1           | 0          | 0                | 0                | 0                | 0                | 0          | 0          | 0           | 0          | 2        | 0      | 1           | 0          |
| N. Toko        | 17         | 1          | 0           | 0          | 3                | 1                | 0                | 0                | 0          | 0          | 0           | 0          | 20       | 2      | 0           | 0          |
| J. Vergnes     | 4          | 1          | 0           | 0          | 0                | 0                | 0                | 0                | 0          | 0          | 0           | 0          | 4        | 1      | 0           | 0          |
| R. Vogel       | 5          | 0          | 0           | 0          | 0                | 0                | 0                | 0                | 1          | 0          | 0           | 0          | 6        | 0      | 0           | 0          |
| R. Wagner      | 35         | 14         | 1           | 0          | 9                | 4                | 0                | 0                | 6          | 1          | 0           | 0          | 50       | 19     | 1           | 0          |
| A. Wenger      | 2          | 0          | 0           | 0          | 0                | 0                | 0                | 0                | 1          | 0          | 0           | 0          | 3        | 0      | 0           | 0          |
| A. Wiss        | 2          | 0          | 0           | 0          | 4                | 2                | 0                | 0                | 0          | 0          | 0           | 0          | 6        | 2      | 0           | 0          |

## Squadra riserve

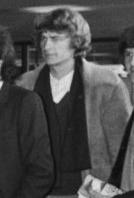
Arsène Wenger, capitano della squadra riserve. Ha esordito in massima divisione nel corso del match contro il Monaco del 1º dicembre 1978.

La squadra delle riserve, allenata da Raymond Hild, ha disputato il girone Est del campionato di terza divisione confermandosi seconda squadra del torneo dietro alle riserve del Metz, senza tuttavia poter lottare per la promozione a causa del divieto federale che impediva l'ascesa in seconda divisione alle squadre delle riserve. Durante la stagione alcuni giocatori facenti parte della rosa ebbero modo di esordire in prima squadra, tra cui il capitano e vice-allenatore Arsène Wenger, schierato come titolare nel match contro il Monaco del 1º dicembre 1978.